# هاري غولومبيك
هاري غولومبيك (بالإنجليزية: Harry Golombek)‏ (1 مارس 1911 - 7 يناير 1995 كان أستاذ دوليا في الشطرنج وأستاذا كبيرا شرفيا، ووحكم وكاتب شطرنج، ومفكك شيفرات زمن الحرب نال وسام رتبة الإمبراطورية البريطانية، وهو بطل بطل بريطانيا ثلاث مرات (1947، 1949، 1955) وحل في المركز الثاني سنة 1948، وأصبح أستاذل كبيرا سنة 1985.

## مسيرته
ولد في لمبيث بلندن لأبوين روسيين وكان محرر قسم شطرنج المراسلة في جريدة ذي تايمز من 1945 حتى 1989، وكان عضوا رسميا في الاتحاد الدولي للشطرنج وعمل كحكم في العديد من المناسبات المهمة مثل بطولة الترشح 1959 في يوغسلافيا وبطولة العالم للشطرنج 1963 بين ميخائيل بوتفنيك وتيجران بتروسيان، كان محرر العديد من مجموعات مباريات شطرنج للاعبين كبار مثل كابابلانكا وريتي وكان كاتبا محترما وقديرا، كان محرر المجلة البريطانية للشطرنج من 1938 حتى 1940، وبعد ذلك محررا لها من وراء البحار سنوات 1960 و1970. كما ترجم غولومبيك العديد من كتب الشطرنج من الروسية للانجليزية.
درس غولومبيك فقه اللغة في كلية كينجز لندن وكان تلميذا في مدرسة ويلسون للنحو، وكان أول شخص ينال وسام رتبة الإمبراطورية البريطانية سنة 1966 تكريما لجهوده في الشطرنج.

## كتب
- Golombek's Encyclopedia of Chess, edited by Golombek, 1977, Batsford/Crown, ISBN 0-517-53146-1
- Golombek, H. (1954). The Game of Chess. Penguin.
- A History of Chess, 1976, Routledge & Kegan Paul, ISBN 0-7100-8266-5
- The Art of the Middle Game, Penguin, ISBN 0-14-046102-7
- Modern Opening Chess Strategy, 1959, Pitman
- Reti's Best Games of Chess, annotated by H. Golombek, 1954 (G. Bell & Sons, Ltd), republished 1974 (Dover Publications, Inc.)
- Instructions to Young Chess Players, 1958, Pitman, ISBN 0-273-48550-4
- Capablanca's 100 Best Games, 1970, G. Bell and Sons
- The World Chess Championship 1948, David McKay Company

## روابط خارجية
- هاري غولومبيك على موقع مباريات الشطرنج (الإنجليزية)
- هاري غولومبيك على موقع 365Chess.com (الإنجليزية)
- هاري غولومبيك على موقع Chesstempo.com (الإنجليزية)
- هاري غولومبيك سجل أولمبياد الشطرنج على موقع OlimpBase.org (الإنجليزية)